# 夏侯兼
夏侯兼（?—?），东平（治今山东省东平县东、汶上县附近）人，夏侯胜之子，夏侯胜世称“大夏侯”。西汉经学家。
夏侯兼传其父所学，官至左曹太中大夫。夏侯兼子夏侯尧，官至长信少府、司农、大鸿胪，夏侯兼之孙夏侯蕃为郡守、州牧、長樂少府。夏侯兼叔叔的儿子夏侯賞為梁內史，夏侯賞子夏侯定國為豫章郡太守。